# 笄

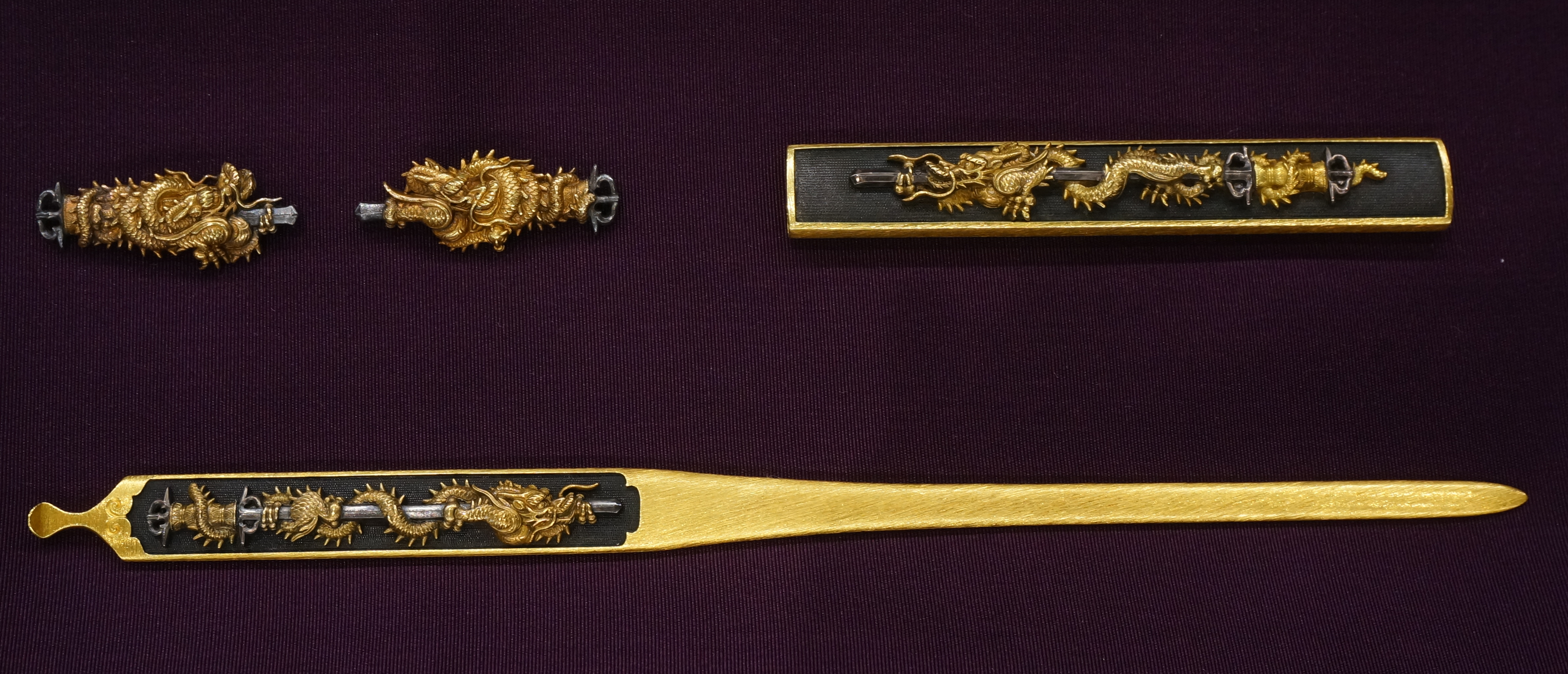
後藤顕乗作の倶利伽羅龍図三所物で笄（下）と小柄（右上）と目貫（左上）。 江戸時代前期、特別重要刀装具。

笄（こうがい、「髪掻き」の転訛）とは、髪を掻き揚げて髷を形作る装飾的な結髪用具。ただし次第に結髪後に髪を飾るものに変化した。中国由来のもので現代中国語ではジー（jī）と読む。笄は頭がかゆい時に髪型を崩さずに髪を掻く道具「髪掻 (かみかき)」からきているという説がある。
「三所物（みところもの）」と呼ばれる日本刀の大小の刀装具のひとつで、刀と一緒に持ち歩くことも多かった。

## 形態・素材
髪を掻き揚げやすいように頭部から長細い二本の足が出た形をしているか（頭部はイチョウの葉型が一般的）棒形が普通。
棒形のものは「棒笄」と呼ばれ、頭痛のまじないにもなると好事家などに好まれたという。
素材は竹、鯨のひげ、鼈甲。金属製、木製、象牙製、牛や馬のひづめなどの素材もある。鶴の骨を材料とした笄もあり、その骨は「脛骨」という名称で伝わっている。中でも、螺鈿や蒔絵や彫金、彫刻などを施したものは非常に高価であった。

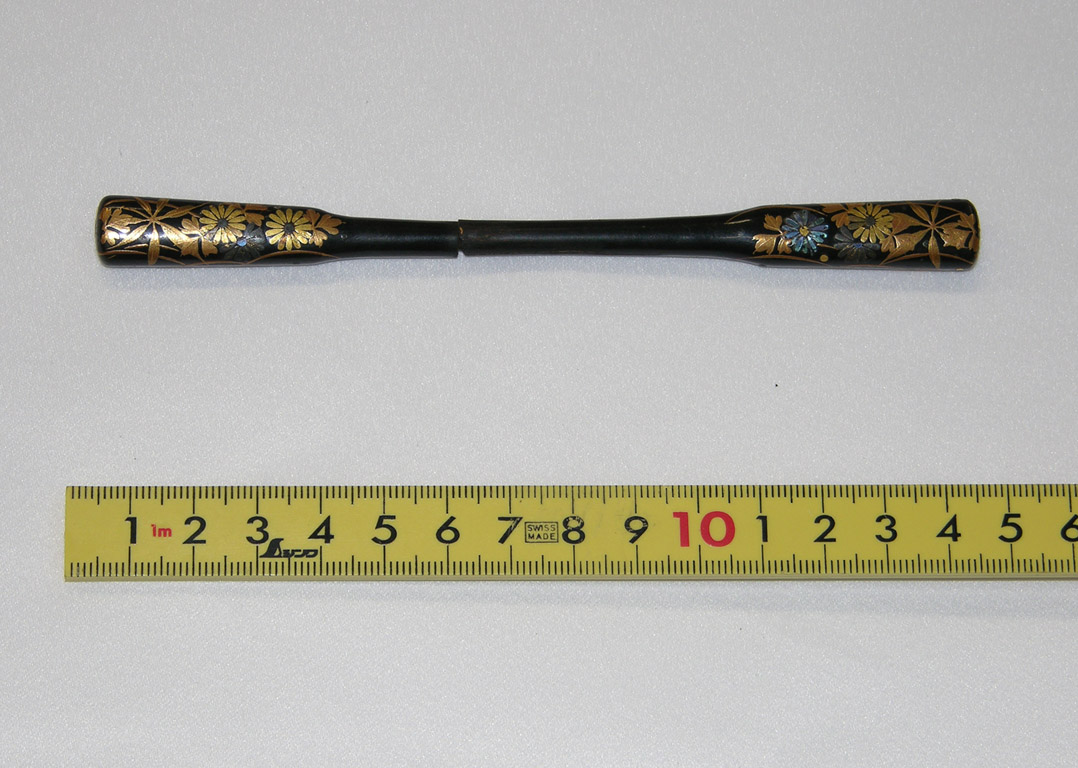
明治 - 大正期の笄（木製）。蒔絵が施されている。短い方の内部が鞘のようになっており、左右分割し結髪に差して用いる。
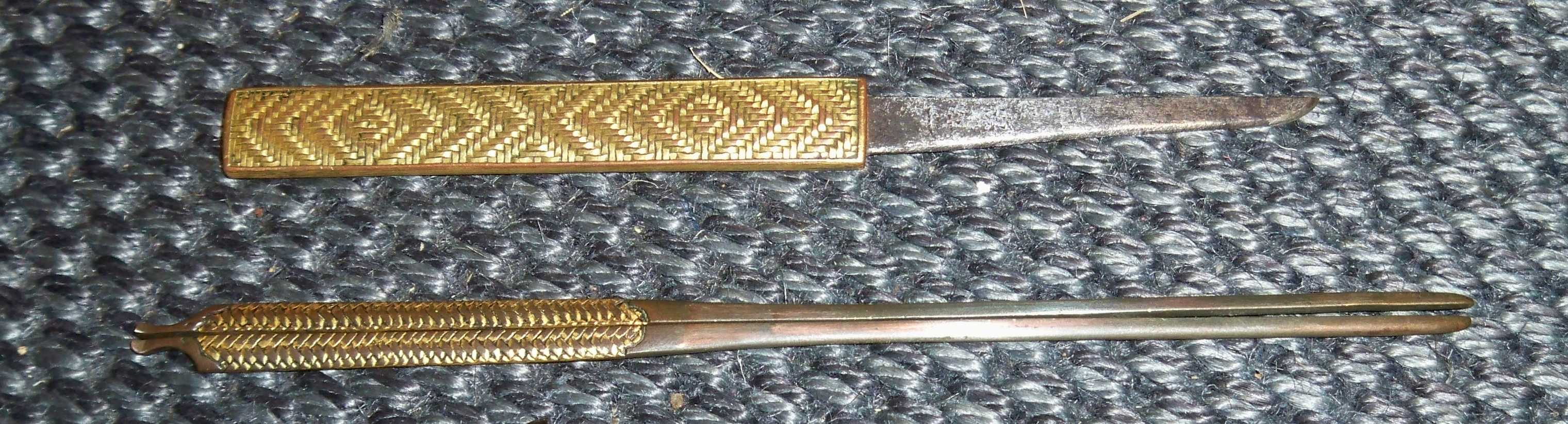
刀装具としての笄（下）と小柄（上）。

## 歴史

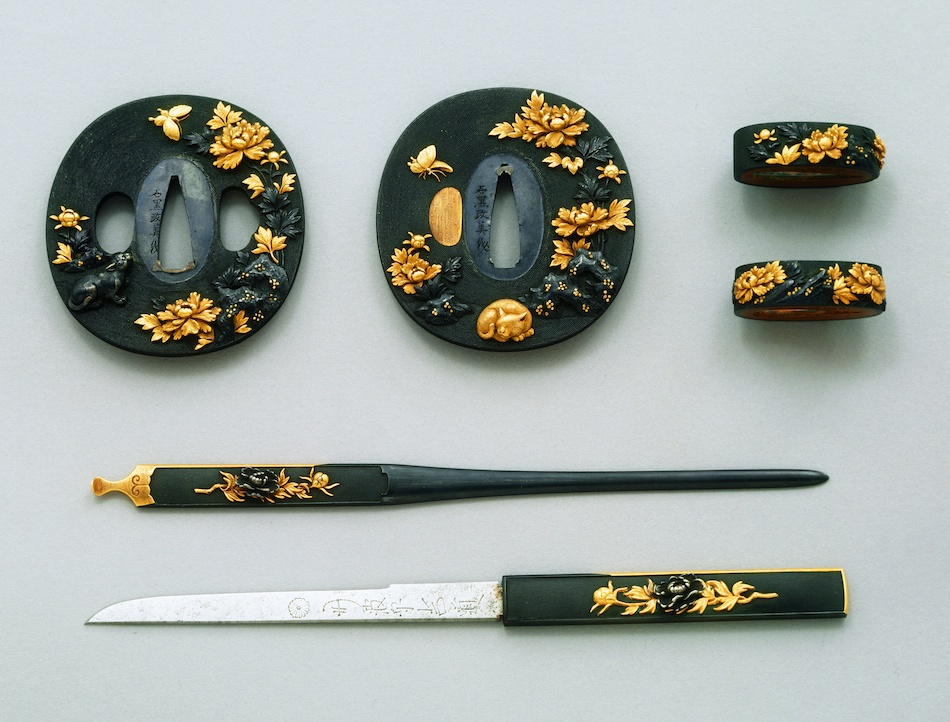
黒蝋色塗鞘大小拵［鐔（左上）、縁頭（右上）、目貫］銘　石黒政美作、18世紀か19世紀
［小柄（下）、笄（中）］銘　柳川直政作、18世紀、江戸時代、東京富士美術館

中国では、新石器時代の遺跡から骨笄、銅笄、玉笄と考えられる出土物があり、当時からさまざまな材質の笄（けい）が使われていたと見られている。
民俗的には笄を使うことが成人女性として扱われることも多かった。このため笄で結い始める時の儀式である「笄礼」（けいれい）を成人式のように扱うことがある。「笄」には成人した15歳という意味もある。
日本では、日本髪に欠かせない「櫛」「簪（かんざし）」「笄」の三点セットのうち、笄は櫛に継ぐ由来の古さを誇る。笄は櫛と揃いの意匠のものを使うことが好まれた。
簪は束ねた髪を保持する道具であり笄とは用途がもともと異なる。しかし、江戸時代中期ごろには笄と簪の区別がつきにくく同一視されていたこともある。その後、耳かきの有無などの形状の変化が加わって簪とは別の髪飾りとして発展した。江戸時代の辞典には「先が耳かきのものを簪、そうでないのは笄」と区別してある。
笄は結髪の根に挿すもので、一本しか使わず、髪型によっては省かれることもある。本来は髷の根を固定する実用的な道具であったが、江戸後期の複雑な結髪になると用途は後退し、ほぼ装飾品と同じとなる。その現れが「中割れ笄」という笄で、中心でふたつに分解できるようになっており、結髪を八分がた作り終えてから仕上げに挿すための、完全な装飾品である。棒状に変化したものを「延べ棒」と呼ぶこともある。